# Norihiro Kawakami
Norihiro Kawakami (川上 典洋 Kawakami Norihiro?, nacido el 4 de abril de 1987 en Shimane) es un futbolista japonés que se desempeña como defensa.

## Trayectoria

### Clubes
| Club                     | País     | Año         |
| ------------------------ | -------- | ----------- |
| JEF United Chiba         | Japón    | 2006 - 2008 |
| Tochigi SC               | Japón    | 2009        |
| Zweigen Kanazawa         | Japón    | 2010        |
| Albirex Niigata Singapur | Singapur | 2011 - 2012 |
| Geylang International FC | Singapur | 2013        |
| Tampines Rovers FC       | Singapur | 2014        |
| Albirex Niigata Singapur | Singapur | 2014        |
| SC Sagamihara            | Japón    | 2016        |
| Tegevajaro Miyazaki      | Japón    | 2017 -      |

## Estadística de carrera

### J. League
| Club             | Año   | J. League | J. League | Copa J. League | Copa J. League | Total | Total |
| Club             | Año   | Part.     | Goles     | Part.          | Goles          | Part. | Goles |
| ---------------- | ----- | --------- | --------- | -------------- | -------------- | ----- | ----- |
| JEF United Chiba | 2006  | 0         | 0         | 0              | 0              | 0     | 0     |
| JEF United Chiba | 2007  | 0         | 0         | 0              | 0              | 0     | 0     |
| JEF United Chiba | 2008  | 0         | 0         | 0              | 0              | 0     | 0     |
| Tochigi SC       | 2009  | 6         | 1         | -              | -              | 6     | 1     |
| SC Sagamihara    | 2016  | 0         | 0         | -              | -              | 0     | 0     |
| Total            | Total | 6         | 1         | 0              | 0              | 6     | 1     |

## Palmarés

### Títulos nacionales
| Título         | Club             | País  | Año  |
| -------------- | ---------------- | ----- | ---- |
| Copa J. League | JEF United Chiba | Japón | 2006 |